# Davor Dujmović
Davor Dujmović (Sarajevo, 20 settembre 1969 – Novo Mesto, 31 maggio 1999) è stato un attore bosniaco.

## Biografia
Nato in una famiglia di modeste condizioni, la sua carriera di attore iniziò quasi per caso nel 1984, quando fu notato da Miroslav Mandić (uno degli assistenti alla regia di Emir Kusturica). Mandić aveva l'incarico di trovare volti per il casting di Papà... è in viaggio d'affari e per puro caso si imbatté in Dujmović che lavorava al banco della frutta del padre nel mercato degli agricoltori. Dopo aver convinto il genitore Mandić fece fare al ragazzo un provino con Kusturica, che andò bene permettendo a Davor di avere il ruolo.
Il film ebbe grande successo di critica e di pubblico, Dujmović tentò di affinare le sue doti recitative iscrivendosi all'Accademia di belle arti di Sarajevo ma non venne ammesso. Nonostante il rifiuto continuò a lavorare in produzioni televisive e cinematografiche e Kusturica lo volle nuovamente con sé per il ruolo da protagonista nel film Il tempo dei gitani. In quello stesso anno iniziò anche a lavorare in teatro.
All'inizio della guerra nei Balcani rimase a Sarajevo, per poi raggiungere Belgrado dove girò Underground nuovamente con Kusturica.
Durante i primi anni '90 iniziò a fare largo uso di sostanze stupefacenti, in particolare eroina; provò più volte a disintossicarsi ma senza mai riuscirci. Si suicidò impiccandosi il 31 maggio 1999 mentre si trovava in Slovenia, a Novo Mesto, a seguito di un periodo di forte depressione.

## Filmografia
- Papà... è in viaggio d'affari (1985)
- Strategija švrake (1987)
- Il tempo dei gitani (1988)
- Istočno od istoka (1990)
- Adam ledolomak (1990)
- Belle epoque - Posljednji valcer u Sarajevu (1990)
- Top lista nadrealista (TV, 1990–91)
- Praznik u Sarajevu (1991)
- Sarajevske priče (TV, 1991)
- Prokleta je Amerika (1992)
- Aleksa Šantić (TV, 1992)
- Složna braća (TV, 1995)
- Underground (1996)